# Jean-François Lemarignier
Jean François Lemarignier, né le 26 mars 1908 à Paris et mort le 19 juin 1980 dans la même ville est un historien français.

## Biographie
Archiviste-paléographe (diplômé de l'École des chartes) en 1933, il fut bibliothécaire du Conseil d'État (1933-1945), docteur d'État en histoire du droit (1937), agrégé d'histoire du droit (1945). 
Il fut maître de conférences puis professeur à la faculté de droit de Lille (1945-1950), professeur à la faculté de droit de Paris (1957-1970) puis professeur à l'université Paris IV Sorbonne de 1970 à 1979. 
Ses recherches ont porté sur le haut Moyen Âge occidental avec quelques axes fondamentaux de curiosité :
- les rapports du monachisme avec le siècle ;
- les rois de France et leurs rapports avec les détenteurs de pouvoirs locaux ;
- la géographie politique.

Il fut l'auteur d'un manuel longtemps considéré comme un classique pour les étudiants d'histoire et de droit, La France médiévale publié pour la première fois en 1970 et réédité encore en 2000.
Il participa au projet d'inventaire des établissements monastiques de France et de leurs archives, Gallia monastica. Il dirigea le premier volume consacré au diocèse de Reims et rédigé par Madame Poirier-Coutansais.
Il fut le maître de nombreux historiens actuels. Plusieurs de ses anciens élèves ont rassemblé un recueil d'articles en sa mémoire pour le quinzième anniversaire de sa mort. Ont participé à ce recueil Olivier Guillot, Hubert Guillotel, Jean-Pierre Poly, Éric Bournazel, Yves Sassier, Dominique Barthélemy, Jean-Pierre Brunterc'h et Olivier Guyotjeannin.

## Publications
- Études sur les privilèges d'exemption et de juridiction des abbayes normandes depuis les origines jusqu'en 1140, Ligugé-Paris, 1937, XXXIII-331p., Archives de la France monastique. (thèse d'histoire du droit)
- Recherches sur l'hommage en marche et les frontières féodales, Lille, Bibliothèque universitaire, 1945, XX-192p.Travaux et mémoires de l'Université de Lille: nouvelle série. Droits et lettres, 24.

- Prix Gobert 1946 de l’Académie des inscriptions et belles-lettres.
- Le gouvernement royal aux premiers temps capétiens (987-1108), Paris, A. et J. Picard, 1965, 233 p. (présentation en ligne), [présentation en ligne].
- La France médiévale : institutions et société, Paris, Armand Colin, 1970, 416p, coll. « U Histoire médiévale », réédité en 1992 et 2000  (ISBN 2-200-25128-9)

- Prix Gobert 1971 de l’Académie des inscriptions et belles-lettres.
- Structures politiques et religieuses dans la France du haut Moyen Âge. Recueil d'articles rassemblés par ses disciples. Mont Saint-Aignan, Publications de l'université de Rouen, 1995, 444p.  (ISBN 2-87775-056-6)
  -     - Dall'Impero di Roma all'Impero

di Carlo Magno
Ed. Jouvence
- -     - Autorità pubblica e chiesa

nell'Età feudale 
Ed. Jouvence

## Sources
- Notices bibliographiques rédigées par Olivier Guillot et Karl Ferdinand Werner reproduites dans Structures politiques et religieuses dans la France du haut Moyen Âge.